# Parapholidoptera georgiae
Parapholidoptera georgiae är en insektsart som beskrevs av Massa, Buzzetti och Fontana 2009. Parapholidoptera georgiae ingår i släktet Parapholidoptera och familjen vårtbitare. Inga underarter finns listade i Catalogue of Life.